# Wappen von St. Kitts und Nevis

Wappen von St. Kitts und Nevis

Das Wappen von St. Kitts und Nevis wurde den beiden Inseln als Teil der britischen Kolonie St. Christopher-Nevis-Anguilla 1967 verliehen und nach der Unabhängigkeit 1983 in leicht veränderter Form als Staatswappen übernommen.
Der Wappenschild ist silbern mit einem roten Sparren. Oberhalb des Sparrens sind zwei rote Blüten eines Flammenbaums, darunter befindet sich ein Segelschiff in natürlichen Farben. Im blauen Schildhaupt befinden sich eine goldene Fleur-de-lys, das goldene Haupt eines Kariben und eine rot-weiße Tudor-Rose. Der Schild wird von zwei Palmbäumen gerahmt, Schildhalter sind zwei Braunpelikane. Helmwulst und -zier sind schwarz-silbern, der Helm wird von einer grünen Mauerkrone bekrönt, über der ein hell- und ein dunkelhäutiger Arm eine Fackel tragen. Unter dem Schild gibt ein silbern-grünes Spruchband das Staatsmotto Country Above Self wieder.
Die Figuren im Schildhaupt symbolisieren Frankreich (Lilie) und das Vereinigte Königreich (Rose) als ehemalige Herrscher sowie die Urbevölkerung (Kopf). Flammenbaum und Braunpelikan sind die nationalen Pflanzen- bzw. Tiersymbole.
In dem kolonialen Wappen war das Segelschiff ein Zweimaster, das alte Motto der Kolonie lautete Unity in Trinity („Einheit in Dreiheit“), was sich auf die drei Inseln der Kolonie bezog. Ein älteres Wappen vereinigte die Plaketten der drei Inseln der Kolonie in einem Wappen, wobei St. Christopher (St. Kitts) im ersten und Nevis im zweiten Feld repräsentiert wurde.